# صموئيل إتش فريدمان
صموئيل إتش فريدمان (بالإنجليزية: Samuel H. Friedman)‏ هو صحفي أمريكي، ولد في 1897، وتوفي في 1990.